# RV MTA Oruç Reis
RV MTA Oruç Reis är ett turkiskt forskningsfartyg. Det ägs av General Directorate of Mineral Research (MTA) i Ankara och drivs av Geophysical Directorate för geofysiska undersökningar i grunda farvatten. Det är namngivet efter sjörövaren Oruç Reis.

## Beskrivning
MTA Oruç Reis byggdes 2017 vid Istanbul Maritime Shipyard.

### Fartygsdata
| Längd:       | 86 meter |
| Bredd:       | 19 meter |
| Djupgående:  | 6 meter  |
| Deplacement: | 4789 ton |